# Henri Labussière
Henri Labussière (Villeneuve-Saint-Georges, 20 marzo 1921 – Parigi, 16 giugno 2008) è stato un attore e doppiatore francese.

## Biografia
Henri Labussière è nato a Villeneuve-Saint-Georges il 20 marzo 1921, è noto nel doppiaggio francese soprattutto per aver dato voce a Panoramix, dal 1985 al 1994, e il professor Trifone Girasole nella serie Le avventure di Tintin del 1991 e anche Louis Kalhern "Lou" "Nonno" Pickles II in I Rugrats
Il suo ultimo doppiaggio è stato nel videogioco di Gothic III
Muore per un aneurisma dell'aorta addominale il 16 giugno 2008 e riposa al Cimitero di Père-Lachaise.

## Filmografia

### Cinema
- Nous irons à Monte-Carlo, regia di Jean Boyer (1959)
- La guerra dei bottoni (La Guerre des boutons) di Yves Robert (1962)
- Un cheval pour deux, regia di Jean-Marc Thibault (1962)
- Le Dimanche de la vie, regia di Jean Herman (1965)
- Le Caïd de Champignol, regia di Jean Bastia (1965)
- Les Copains, regia di Yves Robert (1965)
- Les Malabars sont au parfum, regia di Guy Lefranc (1966)
- Martin soldat, regia di Michel Deville (1966)
- Une baleine qui avait mal aux dents, regia di Jacques Bral (1973)
- Les Chiens, regia di Alain Jessua (1979)
- Le Jumeau, regia di Yves Robert (1984)

### Televisione
- Variations : Victor Hugo, regia di Maurice Beuchey (1962)
- Saturnin Belloir, regia di Jacques-Gérard Cornu (1967)
- Au théâtre ce soir, regia di Pierre Sabbagh (1967)
- Le Grand Voyage - telefilm, regia di Jean Prat (1969)
- Au théâtre ce soir, regia di Pierre Sabbagh (1972, 1975)
- Le Chevalier d'Harmental, regia di Gérard Vergez (1977)
- La petite maison dans la prairie de William F Claxton S6 EP 16 Brewster (1979)
- Au théâtre ce soir, regia di Pierre Sabbagh (1981)
- Les Enquêtes du commissaire Maigret - serie TV, 1 episodio, regia di Jean-Jacques Goron (1982)
- Le Voyageur imprudent - telefilm, regia di Pierre Tchernia (1982)
- Marie Pervenche - serie TV, 1 episodio, regia di Claude Boissol (1988)
- Les Cinq Dernières Minutes - serie TV, 1 episodio, regia di Guy Jorré (1990)

## Doppiaggio
Lista parziale del doppiaggio di Henri Labussière per l'edizione francese.

### Cinema
- Burgess Meredith in Uomini e cobra, Sentinel, Gioco sleale,Ormai non c'è più scampo, Scontro di titani
- Don Ameche in Una poltrona per due, Il principe cerca moglie, Oscar - Un fidanzato per due figlie
- Henry Jones in L'ultimo cavaliere elettrico, Aracnofobia, Rischiose abitudini
- Giuseppe Ianigro in Amarcord
- Jack Warden in Assassinio sul Nilo
- Renato Chiantoni in Lo chiamavano Bulldozer
- Herb Goldstein in Chi trova un amico trova un tesoro
- Bob Larkin in Venerdì 13 parte VI - Jason vive
- Massimo Sarchielli in Mussolini ultimo atto
- Eli Wallach in Abissi
- Sam Jaffe in Colombo
- Joel Grey in Law & Order: Criminal Intent

### Animazione
- Panoramix in Asterix e la sorpresa di Cesare, Asterix e la pozione magica, Asterix e la grande guerra, Asterix conquista l'America
- Professor Trifone Girasole in Le avventure di Tintin
- Louis Kalhern "Lou" "Nonno" Pickles II in I Rugrats
- Giustino in Leone il cane fifone
- Professor Archimedes Q. Porter in Tarzan, La leggenda di Tarzan
- Usciere in Le 12 fatiche di Asterix
- Il primo barman e lo stampatore in Lucky Luke - La ballata dei Dalton
- Zio Chan in Le avventure di Jackie Chan
- Il pescatore in Il flauto a sei Puffi
- L'ispettore Arizuka in Sei in arresto!
- Ercole in Fantasmi detectives

### Videogiochi
- Professor Archimedes Q. Porter in Tarzan
- Gothic III

## Teatro

### Attore
- Les Gaîtés de l'escadron di Georges Courteline, regia di Jean-Pierre Grenier (1949)
- Le Sire de Vergy di Robert de Flers, Gaston Arman de Caillavet, regia di Jean-Pierre Grenier (1952)
- Nemo di Alexandre Rivemale, regia di Jean-Pierre Grenier (1956)
- L'albergo del libero scambio di Georges Feydeau, regia di Jean-Pierre Grenier (1956)
- La visita della vecchia signora di Friedrich Dürrenmatt, regia di Jean-Pierre Grenier (1957)
- Romanoff et Juliette di Peter Ustinov, regia di Jean-Pierre Grenier (1957)
- Le Mobile di Alexandre Rivemale, regia di Jean-Pierre Grenier (1960)
- Mon Faust di Paul Valéry, regia di Pierre Franck (1962)
- Sémiramis di Marc Camoletti, regia di Michel de Ré (1963)
- Un amour qui ne finit pas di André Roussin, Regia omonima (1963)
- Le Monstre Turquin di Carlo Gozzi, regia di André Barsacq (1964)
- Santa Giovanna di George Bernard Shaw, regia di Pierre Franck (1964)
- Caviar ou lentilles di Giulio Scarnacci e Renzo Tarabusi, regia di Gérard Vergez (1965)
- Baby Hamilton di Maurice Braddell e Anita Hart, regia di Christian-Gérard (1967)
- Des petits bonhommes dans du papier journal de Jean-Claude Darnal, regia di Bernard Jenny (1967)
- La Contestation et la mise en pièces de la plus illustre des tragédies françaises, “Le Cid” di Pierre Corneille, regia di Roger Planchon (1969)
- Pique-nique en campagne di Fernando Arrabal, regia di Pierre Peyrou (1969)
- Mon Isménie di Eugène Labiche, regia di Pierre Peyrou (1969)
- La Vie parisienne di Jacques Offenbach, libro Henri Meilhac e Ludovic Halévy, regia di Jean-Pierre Grenier (1969)
- Le Nouveau Locataire di Eugène Ionesco, regia di Pierre Peyrou (1970)
- Le Tombeau d’Achille di André Roussin, regia di Pierre Peyrou (1970)
- La Forêt di Alexandre Ostrovski, regia di André Barsacq (1971)
- La Logeuse di Jacques Audiberti, regia di Georges Vitaly (1971)
- Galapagos di Jean Chatenet, regia di Bernard Blier (1971)
- Tout à l'heure di Jeannine Worms, regia di Jacques Échantillon (1971)
- Le Légume di Francis Scott Fitzgerald, regia di Jean-Pierre Grenier (1972)
- Santa Giovanna di George Bernard Shaw, regia di Pierre Franck (1973)
- I sotterranei del Vaticano di André Gide, regia di Jean Meyer (1973)
- Monsieur Chasse ! di Georges Feydeau, regia di Robert Dhéry (1976)
- Topaze di Marcel Pagnol, regia di Jean Meyer (1978)
- Il sistema Ribadier di Georges Feydeau, regia di Philippe Ogouz (1986)
- La Ritournelle di e regia Victor Lanoux (1989)
- Le Mal court di Jacques Audiberti, regia di Pierre Franck (1993)
- Le Nouveau Locataire di Eugène Ionesco, regia di Pierre Peyrou (2000)

### Regista teatrale
- Le Gadget di Alexandre Rivemale (1968)

## Doppiatori italiani
- Ferruccio Amendola in La guerra dei bottoni

Da doppiatore è stato sostituito da:
- Vittorio Battarra in Asterix e la sorpresa di Cesare, Asterix e la pozione magica
- Marco Bresciani in Asterix e la grande guerra
- Bruno Alessandro in Asterix conquista l'America
- Alvise Battain in Le 12 fatiche di Asterix
- Giorgio Lopez in Le avventure di Tintin
- Mario Scarabelli in Le avventure di Tintin (ridoppiaggio)
- Luca Biagini in Fantasmi detectives